# Stazione di Jinnoharu
La stazione di Jinnoharu (陣原駅?, Jinnoharu-eki) è una stazione ferroviaria situata nel distretto di Yawata Nishi-ku della città di Kitakyūshū, nella prefettura di Fukuoka, in Giappone. La stazione si trova sulla linea principale Kagoshima della JR Kyushu.

## Linee e servizi ferroviari
JR Kyushu
■ Linea principale Kagoshima
■ Linea principale Chikuhō

## Struttura
La stazione dispone di un marciapiede laterale e due a isola, con cinque binari passanti in superficie. Il fabbricato viaggiatori si trova sopra il piano del ferro.
| 1 | ■ Linea Fukuhoku-Yutaka      | per Nakama e Nōgata e Iizuka       |
| 2 | ■ Linea Fukuhoku-Yutaka      | per Kurosaki, Tobata e Kokura      |
| 3 | ■ Linea principale Kagoshima | binario di servizio                |
| 4 | ■ Linea principale Kagoshima | per Nakama, Hakata e Ōmuta         |
| 5 | ■ Linea principale Kagoshima | per Kokura, Mojikō, Nakatsu e Ōita |

## Stazioni adiacenti
| «                             | Servizio                   | »                          |
| Linea principale Kagoshima    | Linea principale Kagoshima | Linea principale Kagoshima |
| ----------------------------- | -------------------------- | -------------------------- |
| Kurosaki                      | Locale                     | Orio                       |
| Kurosaki                      | Rapido                     | Orio                       |
| Il Semirapido non ferma ferma |                            |                            |
| Linea Fukuhoku Yutaka         |                            |                            |
| Kurosaki                      | Locale                     | Orio                       |